# Limnodynastes peronii
Limnodynastes peronii es una especie de anfibio anuro de la familia Limnodynastidae.

## Distribución geográfica
Esta especie es endémica de Australia. Habita a lo largo de la costa en el norte de Tasmania, King Island, este de Australia Meridional, Victoria, Nueva Gales del Sur y Queensland.

## Etimología
Esta especie lleva el nombre en honor a François Péron.

## Publicación original
- Duméril & Bibron, 1841 : Erpétologie générale ou Histoire naturelle complète des reptiles, vol. 8, p. 1-792[6]

## Galería de imágenes

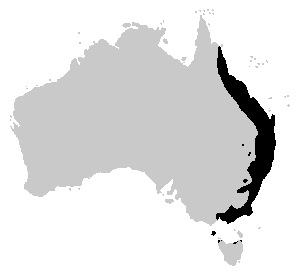
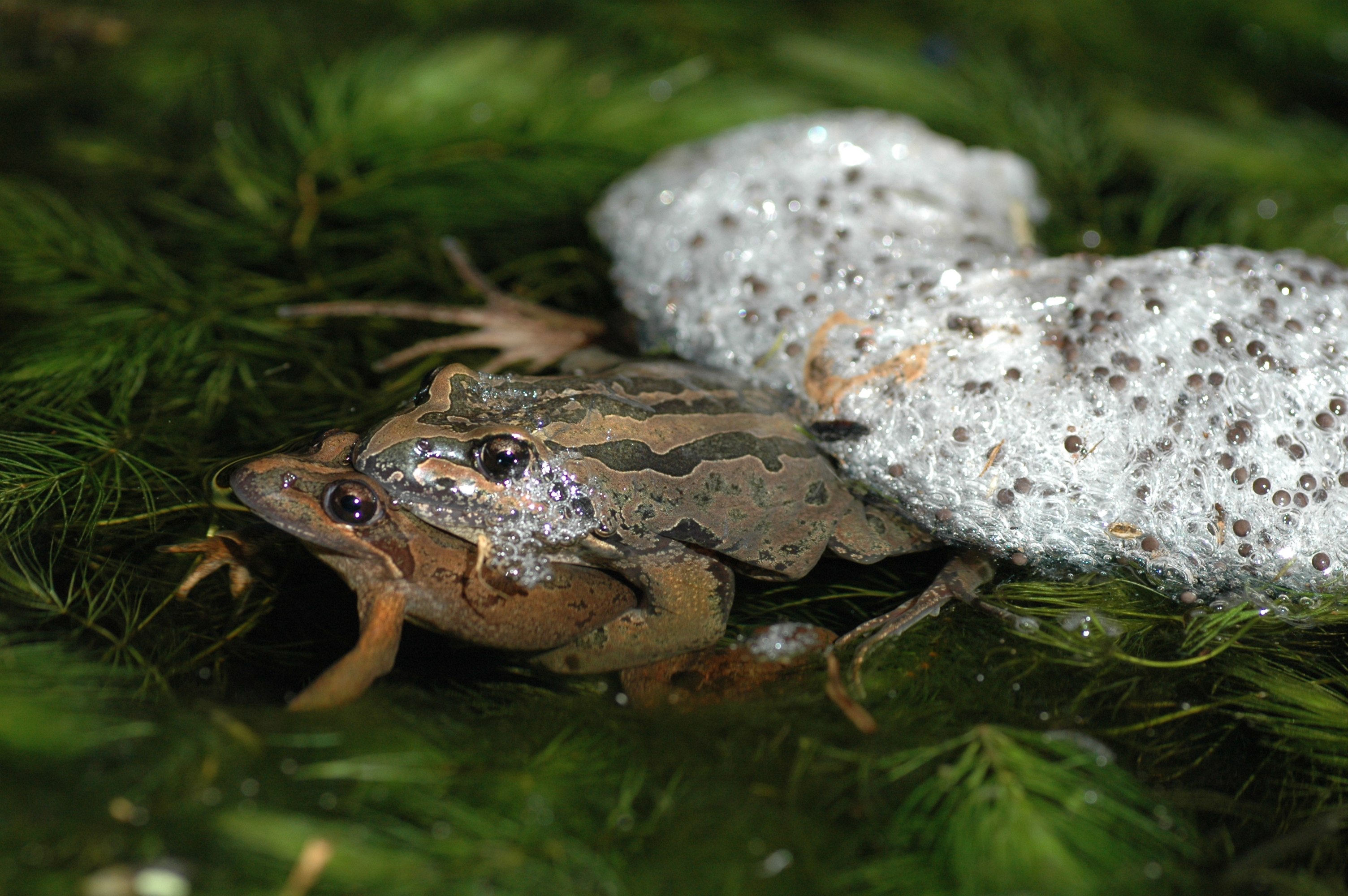
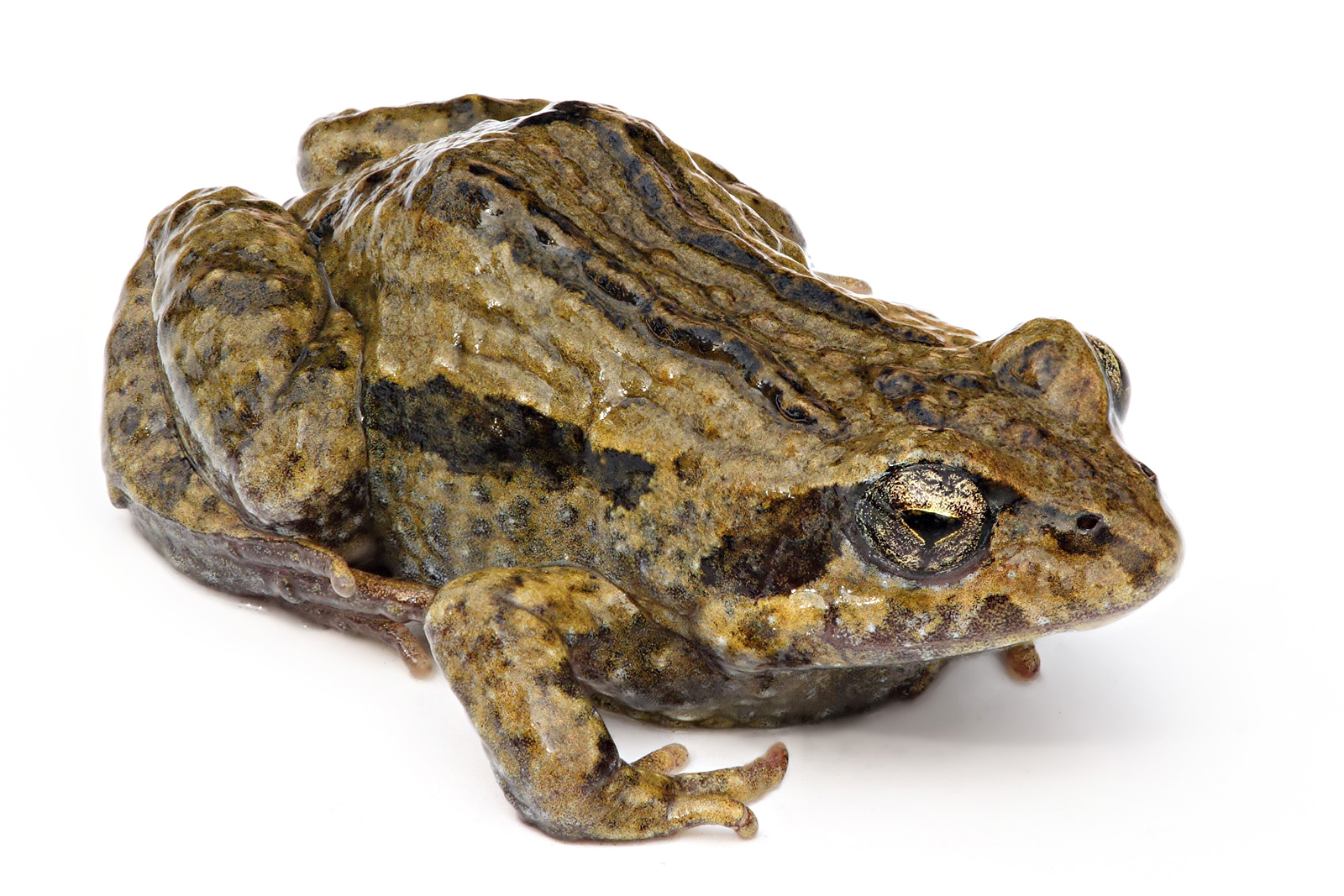
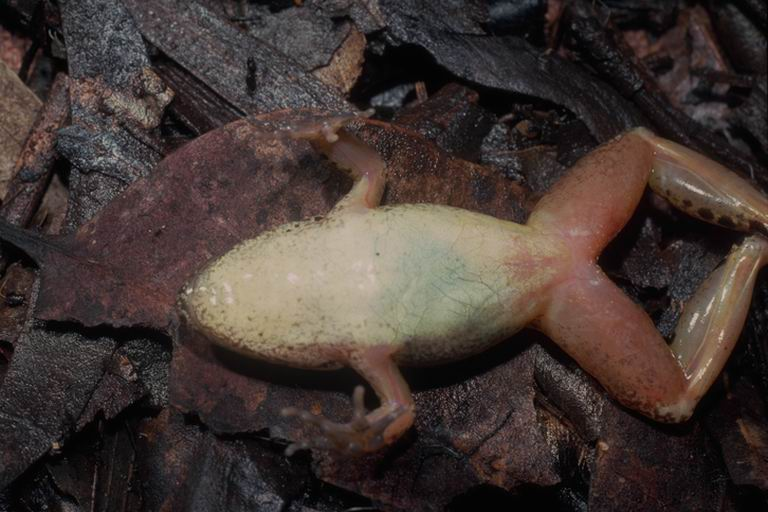